# Helvetia-Cup 1985
Der Helvetia-Cup 1985 im Badminton fand in Warschau statt. Es war die 17. Auflage dieser Veranstaltung.

## Endstand
| Platz | Land             |
| ----- | ---------------- |
| 1.    | Niederlande      |
| 2.    | Wales            |
| 3.    | Polen            |
| 4.    | Belgien          |
| 5.    | Tschechoslowakei |
| 6.    | Irland           |
| 7.    | Finnland         |
| 8.    | Österreich       |
| 9.    | Island           |
| 10.   | Norwegen         |
| 11.   | Schweiz          |
| 12.   | Ungarn           |
| 13.   | Frankreich       |